# (271009) Reitterferenc
(271009) Reitterferenc est un astéroïde de la ceinture principale.

## Description
(271009) Reitterferenc est un astéroïde de la ceinture principale. Il fut découvert le 25 décembre 2002 à Piszkesteto par Krisztián Sárneczky. Il présente une orbite caractérisée par un demi-grand axe de 2,40 UA, une excentricité de 0,18 et une inclinaison de 0,7° par rapport à l'écliptique.

## Compléments